# Ivan Zot'ko
Ivan V"jačeslavovyč Zot'ko (in ucraino Іван В'ячеславович Зотько?; Čudniv, 9 luglio 1996) è un calciatore ucraino, difensore dell'Ôzgôn.

## Caratteristiche tecniche
È un difensore centrale.

## Palmarès

### Club
- Coppa d'Armenia: 1

Urartu: 2022-2023
- Campionato armeno: 1

Urartu: 2022-2023